# Коларово (Силістринська область)
Кола́рово (болг. Коларово) — село в Силістринській області Болгарії. Входить до складу общини Главиниця.

## Населення
За даними перепису населення 2011 року у селі проживали 355 осіб.
Національний склад населення села:
| Національність   | Кількість осіб | Відсоток |
| ---------------- | -------------- | -------- |
| турки            | 278            | 78,3%    |
| болгари          | 74             | 20,8%    |
| Всього відповіли | 355            |          |

Розподіл населення за віком у 2011 році:
Динаміка населення: